# Вольф, Иоганна (секретарь)
Иоганна Вольф (нем. Johanna Wolf; 1 июня 1900, Мюнхен, Королевство Бавария — 5 июня 1985, Мюнхен, Свободное государство Бавария) — главный секретарь Адольфа Гитлера.

## Биография
Родилась в Мюнхене в 1900 году, осенью 1929 года присоединилась к секретариату Гитлера в качестве машинистки и вступила в НСДАП, с его назначением рейхсканцлером в январе 1933 года стала его главным секретарём. Убеждённая нацистка, она оставалась с Гитлером в Фюрербункере до 22 апреля 1945 года, когда ей вместе с другой секретаршей Кристой Шредёр было приказано покинуть Берлин и вылететь в Берхтесгаден, где она пребывала до 2 мая, пока не направилась к своей матери в Бад-Тёльц. 23 мая она была арестована американскими войсками и вместе со Шрёдер удерживалась до 14 января 1948 года, после освобождения переехала в Кауфбойрен, затем в Мюнхен, где и скончалась в 1985 году.

## Отношения с Гитлером
Вольф, одна из давних сотрудниц фюрера, поддерживала с ним тесные отношения: так, обращаясь к другим секретаршам «фрау» или «фройляйн», Гитлер называл её «вольфин» (нем. Wölfin) — женской формой вервольфа. После окончания войны Вольф отказалась рассказывать о своей бывшей работе, заявляя, что была личным секретарём и её долг — не раскрывать сведений о работодателе. Однако, находясь в заключении, в беседе с Лени Рифеншталь призналась, что была не в силах избежать магнетизма Гитлера до самой его смерти и готова была умереть в Фюрербункере, заявив также, что Гитлер ничего не знал о вскрывшихся преступлениях нацистов, став жертвой последователей-фанатиков, отдававших приказы без его ведома.